# Henry Furnese (1er baronnet)
Henry Furnese, 1er baronnet (30 mai 1658 - 30 novembre 1712), de Waldershare, Kent, et Dover Street, Westminster, est un marchand anglais et homme politique whig qui siège à la Chambre des communes anglaise et britannique entre 1698 et 1712.

## Biographie
Furnese est le fils de Henry Furnese, de Sandwich, Kent et sa femme Anne Gosfright, fille d'Andrew Gosfright de Sandwich. Il est apprenti de la Drapers' Company en 1672 et se lance dans une carrière de commerçant dans la ville de Londres. Il est fait chevalier à La Haye le 21 octobre 1691. Il est maître de la Compagnie des drapiers de 1694 à 1695. Il est l'un des premiers administrateurs de la Banque d'Angleterre lorsque la banque est fondée en 1694. Il est membre du tribunal du directeur de la banque de 1694 à 1697, de 1699 à 1700 et de 1700 à 1702. Il est également directeur de la New East India Company de 1698 à 1703.
Furnese est élu député de Bramber aux élections générales anglaises de 1698, mais est expulsé le 14 février de l'année suivante pour avoir occupé un poste incompatible avec le fait d'être député. Il est réélu pour Sandwich en 1701 mais est de nouveau expulsé le mois suivant, pour être réélu à nouveau, après quoi il occupe le siège jusqu'à sa mort.
Furnese est shérif de Londres, 1700-1701, et est créé baronnet le 27 juin 1707. En mai 1711, il est choisi comme conseiller municipal de la ville de Londres, représentant Bridge Ward Within.

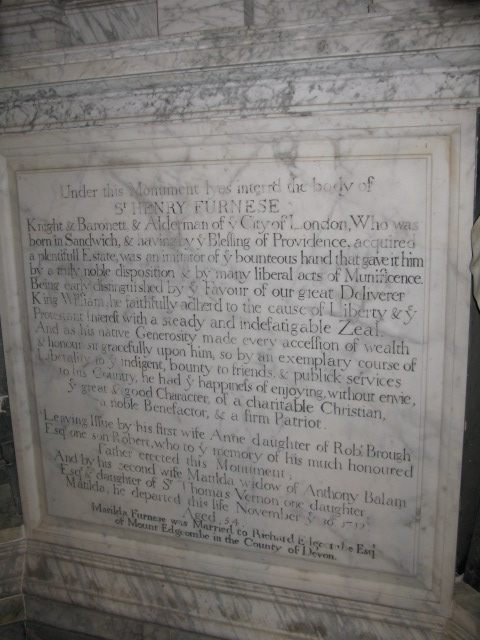
Monument à Furnese, All Saints' Church, Waldershare, Kent

Il se marie deux fois : d'abord en novembre 1684 à Anne Brough, la fille de 19 ans du drapier en lin Robert Brough de St Lawrence Jewry. Elle est inhumée dans l'église paroissiale de St Lawrence Jewry le 30 juin 1695. Il se remarie avec Mathilde, la veuve d'Anthony Balam et fille de son compatriote marchand londonien Thomas Vernon .
Furnese meurt le 30 novembre 1712, à l'âge de 54 ans, et son fils Robert lui succède comme baronnet. Sa veuve meurt 20 ans plus tard, le 8 mai 1732.